# Stangret

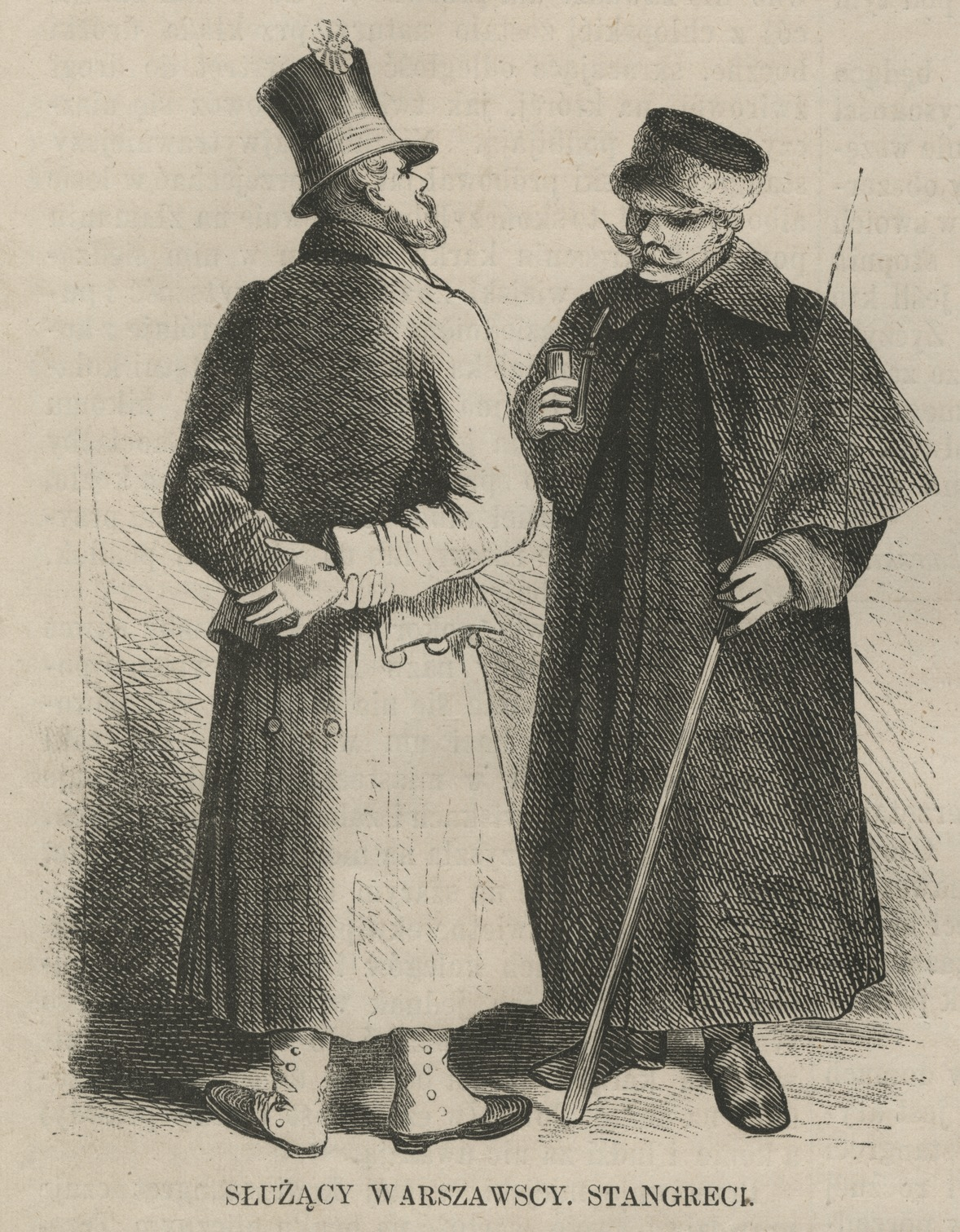
Stangreci warszawscy wg Tygodnika Illustrowanego, rok 1867

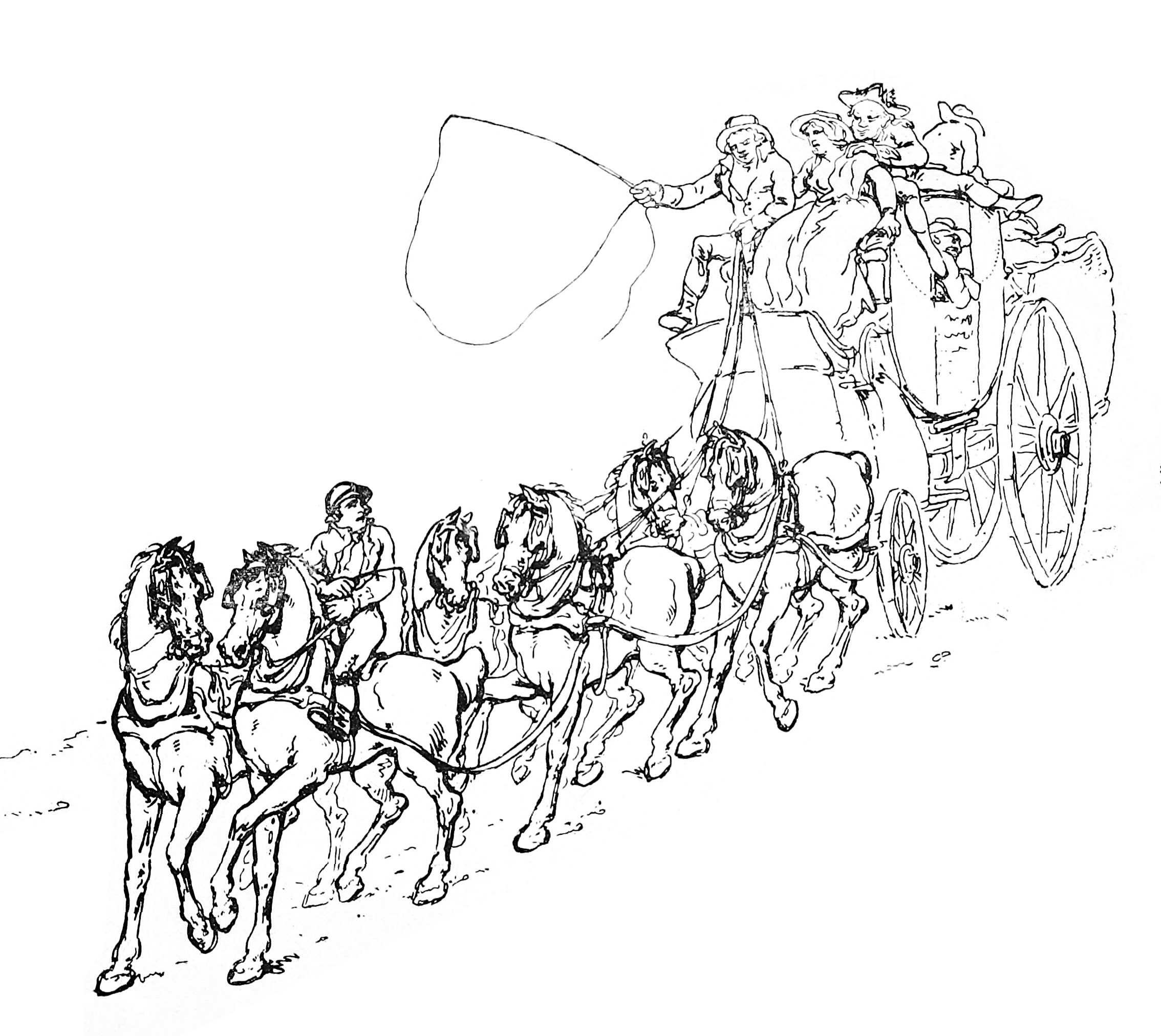
Foryś prowadzący przednie konie. Tylne konie są kontrolowane przez stangreta

Stangret (z niem. Stangenreiter) – zwany również Forszpan – dawniej powożący końmi w bryczce lub karecie, będący w służbie u właściciela pojazdu, którym był np. dziedzic.
Do prawidłowego powożenia zaprzęgiem wielokonnym stangret potrzebował pomocnika zwanego forysiem. W przeciwieństwie do furmana czy woźnicy, często powoził ubrany w liberię.
W powieści pt. Stangret jaśnie pani Stanisławy Fleszarowej-Muskat, stangret występuje nie tylko w tytule utworu, ale jest jego głównym bohaterem. Najbardziej znanym synem stangreta był premier Węgier Imre Nagy. Stangretem był też François-Dominique Toussaint L’Ouverture, przywódca powstania niewolników na Haiti.